# 222
Cette page concerne l'année 222  du calendrier julien. Pour l'année 222 av. J.-C., voir 222 av. J.-C. Pour le nombre 222, voir 222 (nombre).
L'année 222 est une année commune qui commence un mardi.

## Événements
- 1er janvier : début du consulat conjoint d'Élagabal et de Alexianus. Élagabal refuse de participer à la procession commune[2].
- 11[3], 12[1] ou 13 mars[2] : l'empereur romain Élagabal est assassiné, avec sa mère Julia Soaemias, par des légionnaires au cours d'une inspection. Leurs corps sont jetés dans le Tibre par les prétoriens. Alexianus devient empereur romain et prend le nom de Sévère Alexandre (fin de règne en 235)[1].
- 14 octobre : l'évêque de Rome Calixte Ier est tué durant un soulèvement populaire anti-chrétien à Rome. Urbain Ier est élu évêque de Rome (jusqu'en 230)[4].
- Décembre : Ulpien est nommé préfet du prétoire ; il se rend impopulaire pour la discipline qu'il impose[1].

- Chine : défaite de Shu par Wu à la bataille de Yiling durant la période des Trois Royaumes[5].

## Naissances en 222
- Du Yu, général chinois.

## Décès en 222
- 11 mars :
  - Héliogabale (Élagabal), empereur romain.
  - Julia Soaemias, impératrice romaine.
- 14 octobre : Calixte Ier, évêque de Rome.
- (Date exacte inconnue) Ma Chao seigneur de guerre et l'un des 5 Tigres de Shu.